# Michael Caine
Sir Michael Caine, rozený Maurice Joseph Micklewhite (* 14. března 1933 Londýn) je anglický filmový herec a spisovatel. Hrál ve více než sto filmech a spolu s Jackem Nicholsonem jsou jedinými nominovanými herci na Oscara, v hlavní nebo vedlejší roli, v každém desetiletí od roku 1960. V roce 2021 byl hostem Mezinárodního filmového festivalu v Karlových Varech, kde převzal Křišťálový globus za mimořádný umělecký přínos světové kinematografii.
Známým se stal pro množství kritiky dobře hodnocených rolí ve filmech 60. až 80. let 20. století, jakými byly Zulu (1964), Agent Palmer: Případ Ipcress (1965), Mozek za miliardu dolarů (1967). Objevil se také ve snímcích Harry Palmer, Alfie (1966), Loupež po italsku (1969), Chyťte Cartera (1971), Muž, který chtěl být králem (1975), Příliš vzdálený most (1977), Vítězství (1981) nebo Rita se vzdělává (1983).
Oscara za nejlepší mužský herecký výkon ve vedlejší roli získal za film Hana a její sestry (1986) a Pravidla moštárny (1999). Dále hrál postavu Nigela Powerse v komedii Austin Powers – Goldmember (2003), či sluhu Alfreda Pennyworthe z komerčně úspěšné Nolanovy trilogie Batman začíná, Temný rytíř a Temný rytíř povstal. Zahrál si také v komediálním dramatu Mládí (2015), za nějž obdržel Evropskou filmovou cenu pro nejlepšího herce.
V roce 2000 byl povýšen královnou Alžbětou II. do rytířského stavu v souvislosti se zásluhami o film. Má typicky londýnský přízvuk.